# Ефект Робін Гуда
Ефект Робін Гуда — це економічна подія, коли дохід перерозподіляється таким чином, що економічна нерівність зменшується. Ефект названий на честь Робіна Гуда, що, за оповідями, відбирав у багатих та давав бідним.

## Причини ефекту
Ефект Робіна Гуда може бути спричинений різними політичними або економічними рішеннями, з яких не всі спеціально спрямовані на зменшення нерівності. Тут наведено лише декілька.

### Природний розвиток нації

Крива Кузнеця

Саймон Кузнець доводив, що одним з основних факторів величини економічної нерівності є стадія економічного розвитку країни. Кузнець визначив зв'язок між рівнем доходу та нерівності у вигляду кривої, наведеної на малюнку. Теорія передбачає, що в країнах з низьким рівнем розвитку розподіл багатства буде відносно рівним. По мірі розвитку країни, вона акумулює більше капіталу і власники цього капіталу матимуть більше багатства та доходу, що спричиняє нерівність. Однак урешті-решт починають працювати різноманітні механізми перерозподілу, наприклад ефект просочування та програми соціального забезпечення, що веде до ефекту Робіна Гуда (перерозподілу багатства від багатих до бідних). Отже більш розвинені країни рухаються назад до нижчих рівнів соціальної нерівності.

### Непропорційний податок на доходи
Багато країн мають систему оподаткування доходів, коли перша частина зарплатні працівника оподатковується незначно або взагалі не оподатковується, а по мірі зростання зарплатні вище певного порогу рівень податку на неї зростає, що відоме як прогресивне оподаткування. Внаслідок цієї системи багатші сплачують більшу частину своєї зарплати як податок, фактично субсидуючи бідніших, що веде до ефекту Робіна Гуда.
Прогресивний податок — це податок, ставка якого зростає при збільшенні бази оподаткування. Слово «прогресивний» вказує на ефект розподілу доходу або споживання, від низького до високого, де середня ставка податку нижча ніж гранична. Це може застосовуватись до окремих податків або до системи оподаткування в цілому; на рік, багато років, завжди. Метою прогресивних податків є спроба зменшити податковий тягар на людей з меншою можливістю їх сплачувати, оскільки він зміщується в напрямку більш забезпечених.